# Герман Франц
Герман Фрідріх Франц (Hermann Friedrich Franz; 16 серпня 1891, Лейпциг — 18 лютого 1960, Бонн) — німецький офіцер, один з керівників окупаційного режиму в Греції, бригадефюрер СС і генерал-майор поліції.

## Біографія
У 1911 вступив на службу в армію. Учасник Першої світової війни. Після демобілізації в січні. 1920 вступив на службу в земельну поліцію. З 1923 року — начальник відділення поліції в Плені, з липня 1920 року — інструктор поліцейської школи. З січня 1926 року — ад'ютант командувача прикордонною поліцією в Дрездені. 1 грудня 1931 року вступив у НСДАП (квиток № 824 526). Після приходу НСДАП до влади Франц в травні 1933 року був переведений на керівну роботу в Гітлер'югенд (до березня 1937), зробив швидку кар'єру. З червня 1933 по травень 1938 року — поліцай-директор в Плені. З січня 1939 по серпень 1940 року — керівник Гітлер'югенду Ельби. 1 серпня 1940 року вступив у СС (посвідчення № 361 279). У липні 1941 року призначений командиром поліцейського полку «Південь». З березня 1942 року — командир 10-го поліцейського полку, з середини травня 1942 року — 18-го поліцейського гірського полку СС. Учасник німецько-радянської війни. З листопада 1943 по березень 1945 року — командувач поліцією порядку в Греції. Одночасно з 24 вересня по 18 листопада 1944 року — вищий керівник СС і поліції в Греції.

## Звання
- Унтер-офіцер (27 січня 1911)
- Віце-фельдфебель (жовтень 1915)
- Лейтенант охоронної поліції (1 грудня 1920)
- Обер-лейтенант охоронної поліції (1 грудня 1923)
- Унтербаннфюрер Гітлер'югенду (1 травня 1933)
- Гауптман охоронної поліції (1 червня 1933)
- Майор охоронної поліції (1 грудня 1933)
- Оберст-лейтенант охоронної поліції (20 квітня 1938)
- Баннфюрер Гітлер'югенду (1 січня 1939)
- Оберштурмбаннфюрер СС і оберст охоронної поліції (1 серпня 1940)
- Штандартенфюрер СС (1 квітня 1941)
- Оберфюрер СС (21 грудня 1943)
- Генерал-майор поліції (14 вересня 1944)
- Бригадефюрер СС (9 листопада 1944)

## Нагороди
- Срібна медаль за порятунок життя зразка 1904 року (Саксонське королівство)
- Залізний хрест 2-го класу
- Медаль «За заслуги у війні» (Саксен-Мейнінген)
- Орден Альберта (Саксонія), лицарський хрест 2-го класу з мечами
- Нагрудний знак «За поранення» в чорному
- Медаль «За вислугу років» (Саксонія) (12 років)
- Почесний хрест ветерана війни з мечами
- Пам'ятна військова медаль (Угорщина) з мечами
- Німецька імперська відзнака за фізичну підготовку в золоті
- Спортивний знак СА в бронзі
- Медаль «За вислугу років у поліції» 3-го, 2-го і 1-го ступеня (18 років) (26 вересня 1938) — отримав 3 медалі одночасно.
- Медаль «У пам'ять 1 жовтня 1938» (5 липня 1939)
- Медаль «За вислугу років у НСДАП» в бронзі (10 років)
- Кільце «Мертва голова» (1940)
- Хрест Воєнних заслуг 2-го (24 жовтня 1941) і 1-го класу
- Застібка до Залізного хреста 2-го класу
- Залізний хрест 1-го класу
- Медаль «За зимову кампанію на Сході 1941/42»